# Arszi
Arszi vagy Arcee egy kitalált szereplő a Transformers multiverzumban. Ő nem az első, de a leghíresebb női alakváltó a franchise-ban, először a Transformers: The Movie-ban jelent meg 1986-ban. A G1-ben egy rózsaszín kibertroni lebegő járművé, de később motorkerékpárokká és pókká is alakult.

## G1 rajzfilm
Arszi (Fortress) Maximusz lánya és a 3. évad egyik főszereplője, Rodimusz fővezér, Ultra Magnusz és Szökkenő (Springer) mellett. A Beast Wars rajzfilmben Patkányfogó (Rattrap) a nagynénjeként utal rá.

## G1 képregény
Hivatalosan első marveles megjelenése a film adaptációjának első száma, de ez a minisorozat a gyakorlatban nem tartozik bele ebbe az univerzumban. Magában a képregényben csak a Fejmesterek (Headmasters) 1. számában háttér szereplőként jelent meg még a Kibertronon, de ez hát nem igazán "számít".

### IDW képregények

#### Transformers – Reflektorban Arszi
Ebben a képregényben Arcee-t a legveszélyesebb autobotnak tartják.

## Prime
A bátor női autobot, aki motorkerékpárrá alakul át. Jack gyámja, vele ismerkedik meg Jack anyja. Bár ő a legkisebb autobot, mégis nagyon erős. Arszi egyike a Földön tartózkodó hét autobotnak. Szerelmi viszonyban van Sziklaugróval, akivel sok csatát élt meg.
3 évvel az autobotok eljövetele után – a sorozat kezdetekor, amit a pilot epizódok is bemutatnak – Sziklaugrót egy küzdelem után elfogják az álcák, vakmerősége miatt. Sajnos az autobotok későn érkeznek, a Nemezis űrhajón Üstökös megöli. Arszi ezért bosszút esküszik.
Megatron később rajta próbálja ki a Sötét Energont, amitől egy élőholttá válik. Azonban eltűnik egy robbanásban, mikor a Prime csapat magával akarja vinni. Ezek után már csak a második évadban jelenik meg, egy teljes epizód erejéig, egy visszaemlékezésig, mikor is Arszi mesél Mikonak a kapcsolatukról és a kalandjaikról. Airachnid örök ellensége, Tailgate halála miatt. Többször megküzdöttek egymással.

## Energon
Arszi (itt Szélvésznek volt fordítva) az Omnicon nevű különleges robot faj és frakció vezetője, aki egy motorrá alakul és egy energon íjat hord.

## Szinkronhangok
| Név   | Magyar Név | Eredeti hang     | Magyar hang                                               | Sorozat/Film                                        | Év        |
| ----- | ---------- | ---------------- | --------------------------------------------------------- | --------------------------------------------------- | --------- |
| Arcee | Arcee      | Susan Blu        | TBA                                                       | Transformers G1                                     | 1984-1987 |
| Arcee | Arcee      | Susan Blu        | Farkasinszky Edit (1. szinkron) Csere Ágnes (2. szinkron) | Transformers                                        | 1986      |
| Arcee | Szélvész   | Sharon Alexander |                                                           | Transformers: Energon                               | 2004-2005 |
| Arcee | TBA        | Susan Blu        | TBA                                                       | Transformers: Animated                              | 2007-2009 |
| Arcee | Arcee      | Grey DeLisle     | Antal Olga                                                | Transformers: A bukottak bosszúja                   | 2009      |
| Arcee | Arcee      | Sumalee Montano  | Antal Olga                                                | Transformers: Prime                                 | 2010-2013 |
| Arcee | Arcee      | Sumalee Montano  | TBA                                                       | Transformers Prime Beast Hunters: Predacons Rising  | 2013      |
| Arcee | Arcee      | Grey DeLisle     | Ligeti Kovács Judit                                       | ŰrDongó                                             | 2018      |
| Arcee | Arcee      | Jaime Lamchick   | TBA                                                       | Transformers: Cyberverse                            | 2018-2021 |
| Arcee | Arcee      | Sophia Isabell   | TBA                                                       | Transformers: Háború Kibertron bolygójáért trilógia | 2020-2021 |
| Arcee | Arszi      | Martha Marion    | Törtei Tünde                                              | Transformers: FöldSzikra                            | 2022-     |
| Arcee | Arcee      | Liza Koshy       | Réti Adrienn                                              | Transformers: A fenevadak kora                      | 2023      |
| Arcee | Arszi      | Jinny Chung      | Kereki Anna                                               | Transformers Egy                                    | 2024      |